# Моїо-делла-Чивітелла
Моїо-делла-Чивітелла (італ. Moio della Civitella) — муніципалітет в Італії, у регіоні Кампанія, провінція Салерно.
Моїо-делла-Чивітелла розташоване на відстані близько 300 км на південний схід від Рима, 110 км на південний схід від Неаполя, 65 км на південний схід від Салерно.
Населення — 1855 осіб (2014).
Щорічний фестиваль відбувається 26 липня. Покровителька — свята Венераnda.

## Демографія
Населення за роками:

Станом на 1 січня 2023 року в муніципалітеті офіційно проживали 42 іноземці з 9 країн, серед них 15 громадян країн Євросоюзу та 9 громадян України.

## Сусідні муніципалітети
- Кампора
- Канналонга
- Джої
- Валло-делла-Луканія